# Accord du Pacifique sur les relations économiques Plus
L'Accord du Pacifique sur les relations économiques Plus ((en) Pacific Agreement on Closer Economic Relations (PACER) Plus) est un accord de libre-échange entre les membres du Forum des îles du Pacifique (FIP) en plus de l'Australie et la Nouvelle-Zélande. L'entente est une extension de l'Accord du Pacifique sur les relations économiques (en) afin d'inclure plus de libéralisation du commerce et de l'aide au développement entre les pays signataires. L'accord entre en vigueur le 13 décembre 2020.

## Déroulement
Les négociations sur l'accord débutent en 2009, mais ne sont complétées qu'en avril 2017. La signature de l'accord se déroule à Nukuʻalofa, capitale du royaume des Tonga, en juin 2017 et est originairement signé par onze pays dont l'Australie, les îles Cook, les îles Salomon, Kiribati, Nauru, Niue, la Nouvelle-Zélande, Samoa, Tonga,Tuvalu et Vanuatu.

### Ratification
L'entente nécessitait d'être ratifiée par au moins huit pays signataires pour entrer en vigueur. La Nouvelle-Zélande est le premier pays à emboîter le pas en octobre 2018. Il est suivi par l'Australie en décembre 2018, les Samoa en juillet 2019, les îles Salomon en juin 2020, Niue en juillet 2020, Kiribati et Tonga par la suite. La huitième signature est celle des îles Cook le 13 octobre 2020,. Le traité entre en vigueur deux mois après la dernière signature obtenue.

### Critiques
Néanmoins, la valeur de l'accord dans le Pacifique demeure contestée entre autres en raison de la non-ratification des Fidji et de la Papouasie-Nouvelle-Guinée qui sont les deux plus grandes économies des îles du Pacifique et qui réduit considérablement la portée de l'entente de libre-échange,,,. L'élimination des droits de douane sur les produits importés en provenance de l'Australie et de la Nouvelle-Zélande entraine aussi d'importantes pertes de revenus pour les économies des autres pays signataires. L'organisme Pacific Network on Globalisation qualifie l'accord comme une entente déséquilibrée en raison des mesures majeures reliées à l'aide et à la mobilité de la main-d'œuvre qui ne sont pas contraignantes.